# Pinsà de Darwin fuliginós
El pinsà de Darwin fuliginós (Geospiza fuliginosa) és una espècie de passeriforme de la família Thraupidae. Aquesta espècie és una de les tretze espècies endèmiques de les illes Galápagos a les illes d'Española i Santa Cruz. El seu hàbitat són les selves tropicals o subtropicals.